# Drzymalici

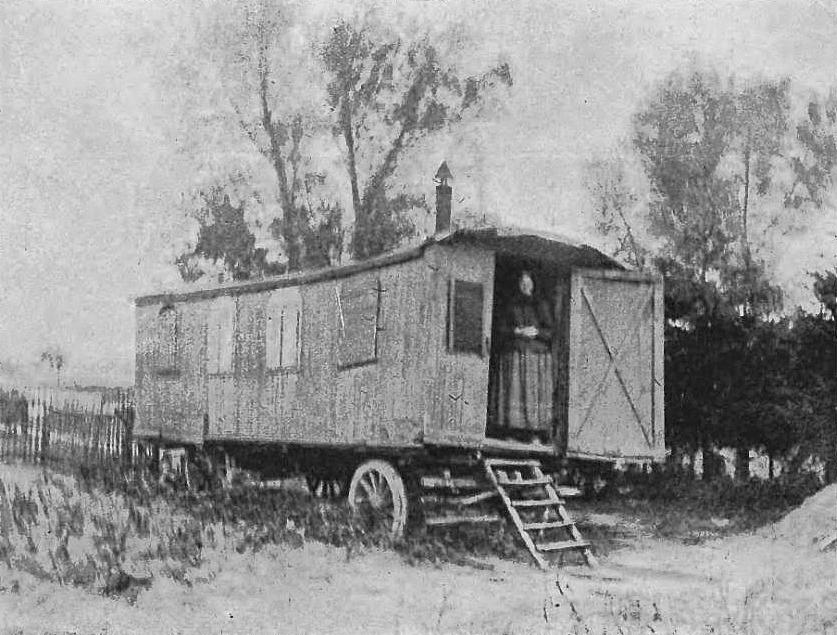
Wóz Michała Drzymały w Rakoniewicach (1907)

Drzymalici – chłopi z terenu zaboru pruskiego, którzy wzorem słynnego Michała Drzymały w odpowiedzi na nowelizację pruskiej ustawy osadniczej z 1904 r., zabraniającej budowy domów polskim osadnikom na nowych parcelach bez zgody prezydenta rejencji, próbowali obejść prawo zamieszkując w wozach lub innych konstrukcjach mobilnych (albo ziemiankach), nie odpowiadających urzędowej definicji domu mieszkalnego.
Celem wspomnianej nowelizacji ustawy, przeprowadzonej w parlamencie niemieckim w 1904 r. (zatwierdzonej podpisem króla pruskiego 10 sierpnia tego roku), było zatrzymanie ekspansji polskich osadników na terenie zaboru pruskiego, którzy korzystając z emigracji Niemców na zachód (tzw. Ostflucht), parcelacji dużych majątków ziemskich i pomocy polskich banków ludowych, masowo wykupowali ziemię i tworzyli nowe gospodarstwa, zwiększając w ten sposób przewagę osadnictwa polskiego nad niemieckim. Nowelizacja polegała na dodaniu do starej ustawy o osadnictwie z 25 VIII 1876 r. dwóch punktów, z których pierwszy (paragraf 13 a) wprowadzał obowiązek otrzymania urzędowego pozwolenia na budowę domu mieszkalnego (lub przekształcenie budynku gospodarczego w dom), niezależnie od tego, czy jest on położony poza zwartą zabudową wsi, czyli w formie tzw. kolonii, czy w terenie zabudowanym, natomiast drugi punkt (paragraf 13 b) wprowadzał wymóg uzyskania takiego pozwolenia od prezydenta rejencji (niem. Regierungspräsident), przy czym wydanie go uzależniono od zgodności z ustawą kolonizacyjną z 1886 r. W praktyce uderzało to tylko w polskich osadników i nawet przez część opozycji w parlamencie niemieckim było krytykowane jako niezgodne z konstytucją Cesarstwa Niemiec i konstytucją Królestwa Prus, ponieważ dyskryminowało obywateli narodowości polskiej. 
W odpowiedzi na wprowadzoną nowelizację, która w praktyce uniemożliwiała polskim osadnikom budowę domów na nowych działkach na terenie całych wschodnich Niemiec (na wschód od Odry) oraz w rejencji frankfurckiej (Westfalia) i na pewien czas zatrzymała polską ekspansję osadniczą na tych terenach, kilku chłopów z terenu zaboru pruskiego podjęło działania zmierzające do obejścia nowego prawa poprzez zamieszkanie w wozach mieszkalnych, które jako konstrukcje mobilne nie wypełniały definicji domu mieszkalnego. Najbardziej znany jest przykład Michała Drzymały z Podgradowic (dziś Drzymałowo) w Wielkopolsce, który w takim wozie zamieszkał już w 1904 r., jednak podobne akcje podjęło także kilku innych przedsiębiorczych chłopów. Na Pomorzu Gdańskim najbardziej znana jest postać Franciszka Peplińskiego ze Skorzewa k. Kościerzyny, zwanego "kaszubskim Drzymałą", który w latach 1905–1908 mieszkał na swojej działce w wozie "samoróbce". Z kolei Augustyn Pawelczyk z Grzybna Górnego koło Kartuz mieszkał w latach 1907–1909 w wozie zbudowanym własnoręcznie na podwoziu starej młockarni. Prawdopodobnie jednak pierwszym "drzymalitą" w Pomorskiem był niejaki Kowalski z Piwnic pod Toruniem, który zamieszkał w wozie cygańskim na swojej działce już w 1905 r. Do mniej znanych "drzymalitów" należą również Paweł Gackowski z Błądzimia w Borach Tucholskich oraz Wincenty Przymus z Modrza k. Poznania (spadkobierca pierwszego wozu Drzymały). Wyjątkowo dramatyczny przebieg miała walka o budowę własnego domu na zakupionej działce przez Franciszka Chrószcza, polskiego górnika z Pszowa na Górnym Śląsku, zwanego "śląskim Drzymałą", który w 1906 r. w trakcie próby rozbiórki zbudowanej przez niego ziemianki zastrzelił pruskiego żandarma, a następnie sam popełnił samobójstwo. Przykład Chrószcza pokazuje, że problem oporu polskich chłopów wobec nowelizacji ustawy osadniczej z 1904 r. dotyczył nie tylko ziem zaboru pruskiego, ale także – choć w mniejszym stopniu – innych terenów wschodnich Niemiec, na których zamieszkiwała ludność polska. Nie tylko Śląska, ale także Mazur, gdzie podobne problemy jak Drzymała miał chłop Antoni Certa z miejscowości Zezuj w powiecie ostródzkim. Do "drzymalitów" należy także zaliczyć takich chłopów, którzy walcząc ze skutkami wspomnianej ustawy wprawdzie nie wykorzystywali do zamieszkania wozów lub innych konstrukcji mobilnych własnego pomysłu, ale – tak jak Chrószcz – budowali ziemianki. Należeli do nich, między innymi, Jan Sternicki z Długiego Mostu oraz kilku osadników z miejscowości Równica w powiecie brodnickim. Lista ta z pewnością nie jest jeszcze pełna.   
Dzisiaj trudno jednoznacznie ustalić, czy rzeczywiście wszyscy pozostali "drzymalici" wzorowali się na Michale Drzymale, którego sprawa stała się głośna dopiero w 1907 r., czy też dochodzili do swoich pomysłów niezależnie od niego, a ich działania były raczej konsekwencją nowelizacji ustawy osadniczej z 1904 r., natomiast określenia typu "kaszubski Drzymała" są już efektem późniejszej publicystyki.
W 2016 r. otworzono na terenie gminy wiejskiej Kościerzyna turystyczny szlak rowerowy "Kaszubskich Drzymalitów". Trasa liczy ok. 16 km długości, zaczyna się i kończy przy szkole w Skorzewie (ok. 6 km na pn. od Kościerzyny), prowadzi przez Fingrową Hutę, Wieprznicę, Owśnice i Częstkowo, czyli miejscowości związane z życiem "kaszubskiego Drzymały" – Franciszka Peplińskiego i jego ojca Aleksandra. Wzdłuż trasy umieszczono tablice informacyjne z opisami historycznymi i zdjęciami.
Na przełomie 2016 i 2017 r. w Bibliotece Miejskiej w Kościerzynie eksponowana była wystawa p.t.: „Aleksander i Franciszek Peplińscy – kaszubscy drzymalici ze Skorzewa”, przygotowana przez pracowników Muzeum Ziemi Kościerskiej. 